# 曾應遴
曾應遴（1601年—1647年），字無擇，號二濂，江西贛州府寧都縣人，明朝、南明政治人物。

## 生平
崇禎三年（1630年）庚午科江西鄉試第三十七名舉人，七年（1634年）甲戌科二甲第四十六名進士。都察院觀政，八年（1635年）授刑部浙江司主事，九年（1636年）江北審決，十一年（1638年）升兵部職方司員外郎，十二年（1639年）改兵科給事中，十五年（1642年）升工科右給事中，督餉江西、廣東，同年升工科左，十六年升兵科都給事中。明亡後歸里，弘光元年（1645年）獲薦為兵部右侍郎兼都察院右僉都御史，次子曾燦任兵部職方司主事，隆武二年（1646年）清軍攻破吉安後圍贛州，楊廷麟、萬元吉守贛州城，曾應遴、曾燦動員福建山澤間數萬兵，徒行二百里馳援，九月福京失陷，十月四日贛州城破，楊廷麟、萬元吉投水而死，永曆元年（1647年）曾應遴病卒。

## 著作
著有 《樞垣言事》、《篆草焚餘》。

## 家族
曾祖曾伯舜；祖父曾于钦；父曾建勳。